# Ваянг
Ваянг (малайск. и индон. wayang, яв. ꦮꦪꦁ wayang) — различные виды традиционного народного театра в Индонезии и Малайзии. Термин используется как для обозначения самого театра, так и для названия кукол, используемых в постановках. В Индонезии наиболее широко распространён на островах Ява и Бали. Нет сведений, существовал ли ваянг до появления индуизма в Юго-Восточной Азии в I веке нашей эры. Хотя, возможно, устное творчество коренных народов Индонезии оказало глубокое влияние на развитие ваянга. Большинство сюжетов взяты из индийского эпоса — Рамаяны и Махабхараты.
Разновидности театра ваянг в Индонезии: Ваянг бебер, Ваянг голек (театр деревянных кукол), Ваянг клитик, ваянг кулит или ваянг пурво (театр теней), ваянг топенг, ваянг вонг (театр актёров в масках); в Малайзии: Ваянг Сиам, ваянг джава, ваянг гедек.

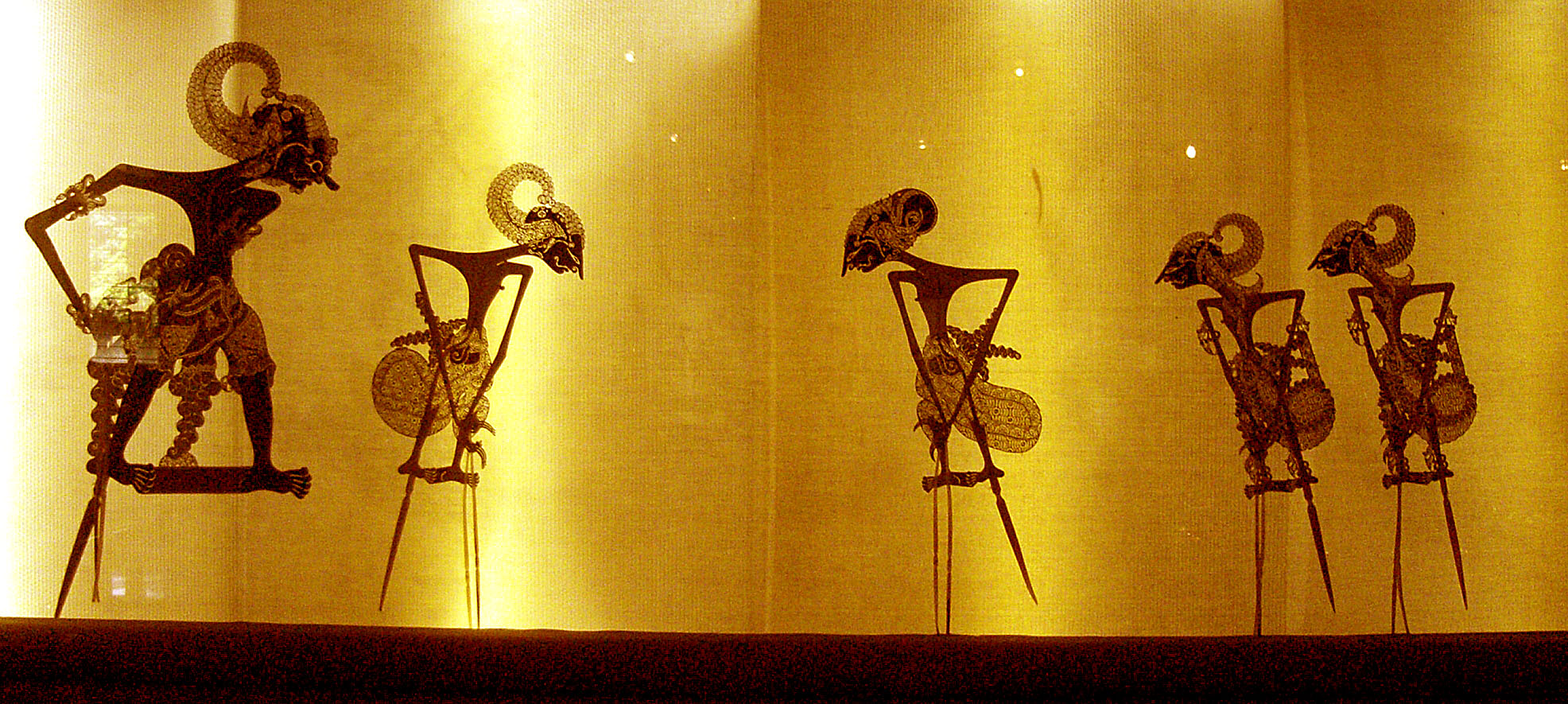
Ваянг кулит

Кукловодом во всех видах ваянга является даланг. 
В Джакарте есть Музей ваянга, открытый в 1975 году.
В Малайзии термин ваянг применяется также в отношении кино (малайск. wayang gambar).
Ваянг повлиял на творчество нидерландского художника Яна Торопа, родившегося на Яве. В творчестве Торопа часто встречаются угловатые фигуры с вытянутыми конечностями, очевидно созданные под воздействием индонезийского искусства.
Среди российских исследователей ваянга наиболее видное место занимает И. Н. Соломоник.